# Carl Schuch
Pour les articles homonymes, voir Schuch.
Carl Eduard Schuch, parfois Charles Schuch, né le 30 septembre 1846 à Vienne (Autriche) et mort le 13 septembre 1903 dans cette même ville, est un peintre autrichien, appartenant à l'école viennoise moderne, dite Wiener Moderne (en).

## Biographie

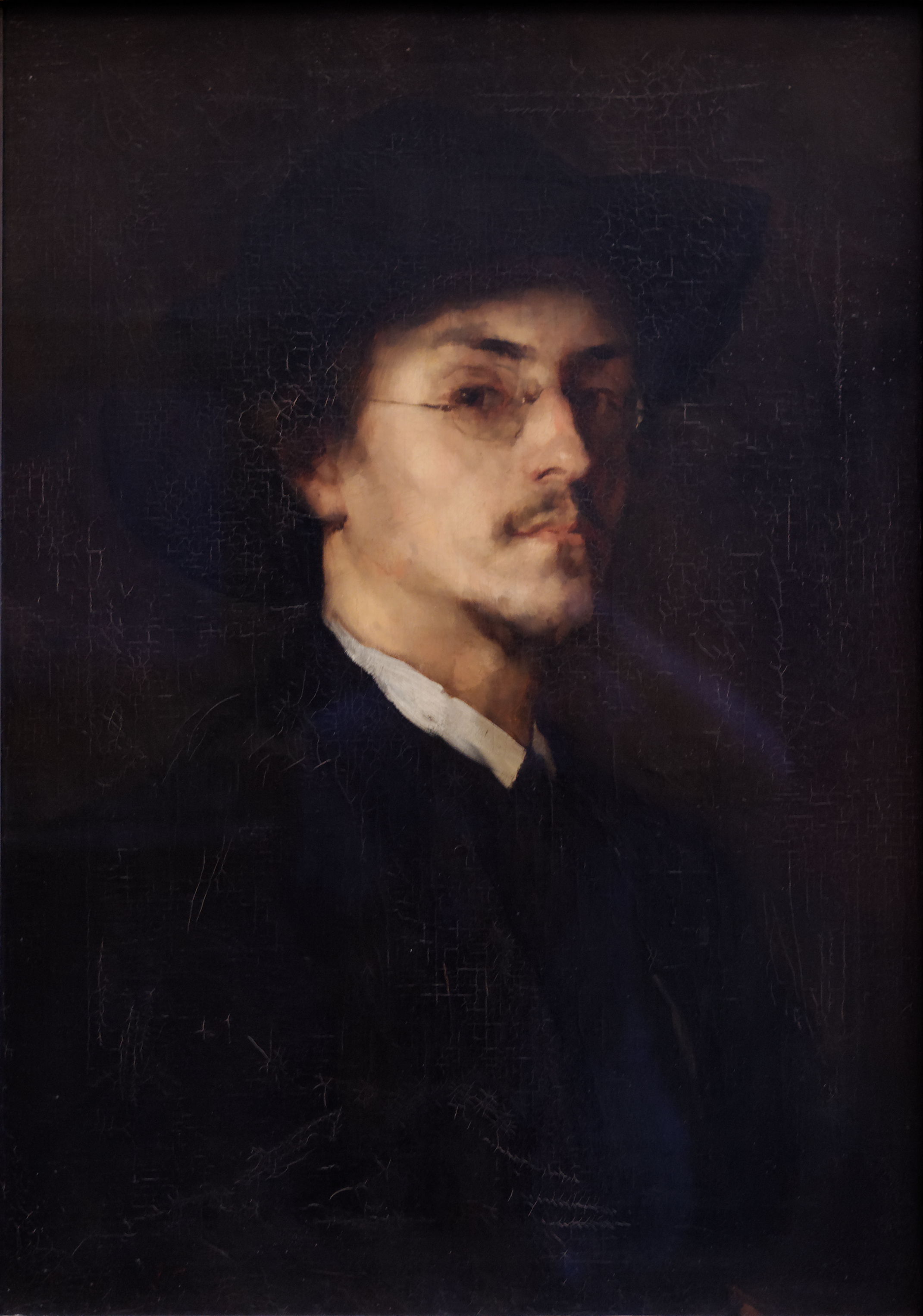
Portrait de Carl Schuch par Rudolf Hirth du Frênes (1878 ?)

Schuch perd ses parents qui meurent de tuberculose pendant son enfance. Il perd aussi sa sœur unique Pauline en 1869. Il suit quelque temps, de 1865 à 1867, l'enseignement de l'Académie des Beaux-Arts de Vienne, auprès de C. Wurzinger et K. Mayer. Il abandonne cet enseignement pour prendre des leçons privées auprès du paysagiste Ludwig Halauska.
En 1869, il se rend à Venise, où il rencontre Albert Lang, et en 1872-1873, et séjourne à nouveau en Italie avec lui, à Rome, Naples, en Sicile, à Olevano et Florence.
Au début de l'été 1872, il peint à Purkersdorf près de Vienne et à l'automne à Venise. L'hiver 1872-1873, il partage un atelier à Rome avec Trübner, puis passe de nouveau le printemps 1873 à Olevano et l'été à Hintersee près de Berchtesgaden.
Au cours de l'hiver 1873-1874, il se rend en Belgique et en Hollande avec son ami K. Hagemeister. En Allemagne, il va dans les montagnes du Harz, dans la forêt bavaroise et sur le lac de Chiemsee. Il s'approche  du cercle de Wilhelm Leibl et devient un coloriste hors pair de l'école de Munich rassemblée autour de Victor Müller. Il est ami de Wilhelm Trübner chez qui il séjourne en 1874 à Rügen et avec qui il peint en plein air.
Il passe à nouveau l'été 1875 à Olevano, dans la Casa Baldi puis vit à Venise et développe toute la gamme des tons de sa palette. A nouveau en voyages à partir du printemps 1882 à Turin, Gênes, Nice, Marseille et Vienne.
Il demeure à Paris entre 1882 et 1884, où admire l'école de Barbizon et est grandement impressionné par les toiles de Claude Monet, qu'il qualifie de « Rembrandt de la peinture en plein air ». 
Il passe les hivers 1884 et 1885 aux Pays-Bas pour étudier les maîtres de l'école flamande, aussi bien que les représentants modernes de l'école de La Haye.
À partir de 1886, il peint dans le Jura français, au saut du Doubs et passe occasionnellement les mois d'été chez Hagemeister à Hintersee, à Ferch, à Schilowsee et à Kähnsdorf.
Il voyage ainsi beaucoup en Europe et passe sa vie hors d'Autriche, surtout en France, en Italie et dans l'Empire allemand.
À la suite d'une maladie vénérienne diagnostiquée en 1880, il ne peut plus poursuivre son activité artistique à partir de 1891. Il passe les dernières années de sa vie dans un état d'aliénation mentale à Vienne et y meurt après des années de dégénérescence.

## Œuvre
Il peint surtout des natures mortes et des paysages. Schuch est passé d'une conception initialement romantique tardive du paysage à un style de peinture objectif et cool au contact de Leibl et Trübner et de son implication dans la peinture française, où il s'est de plus en plus détaché du sujet dans ses natures mortes et ses paysages et s'est efforcé de des solutions purement picturales."
- Nature morte avec citrouille, pêche et raisins, vers 1884, huile sur toile, 62 × 81 cm, Galerie du Belvedère, Vienne[3]
- Nature morte aux pots de fleurs, 1890, huile sur toile, 62 × 78 cm, Galerie du Belvedère, Vienne

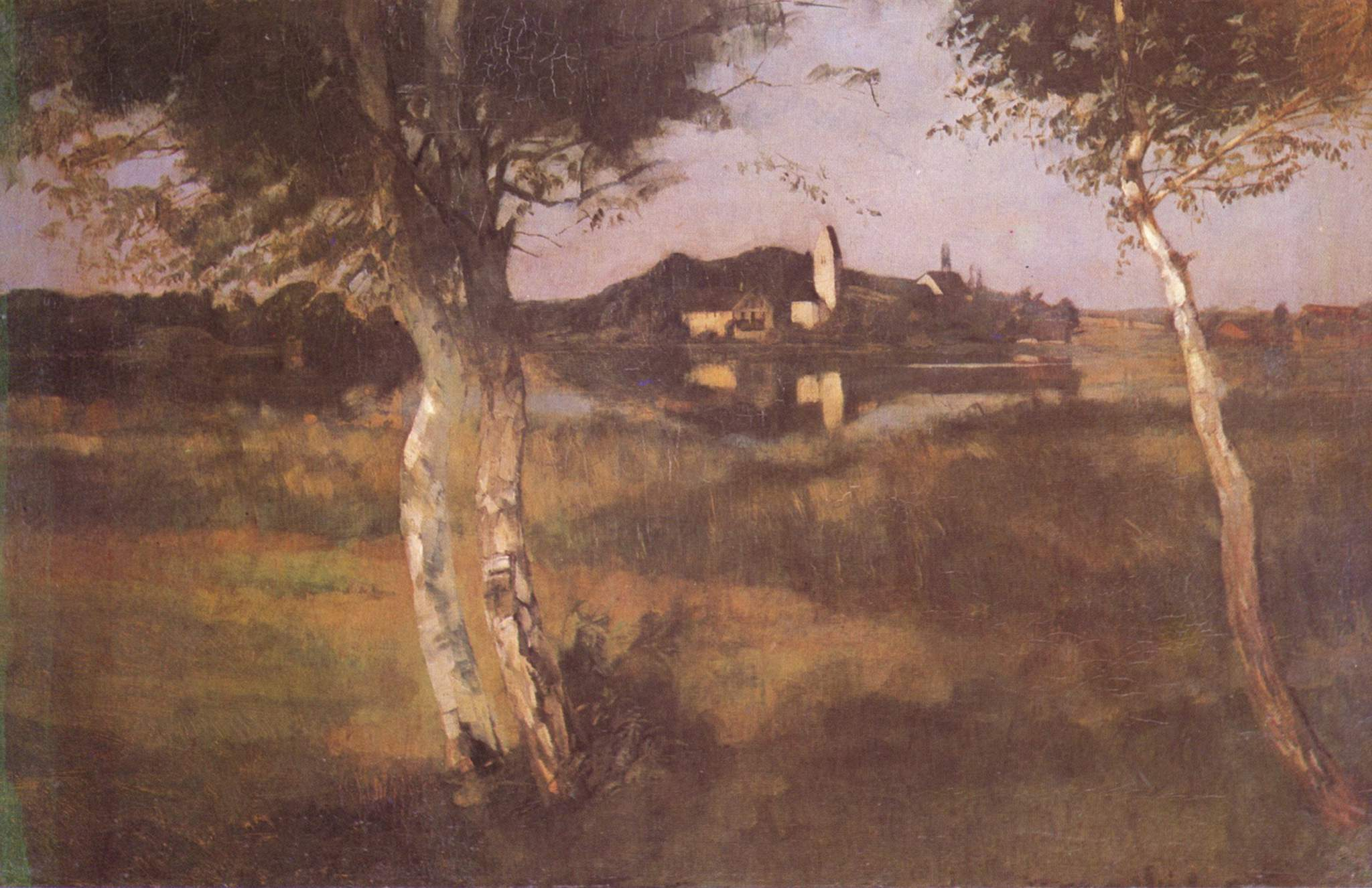
Paysage près du lac de Wessling (1876), Kunsthalle de Brême
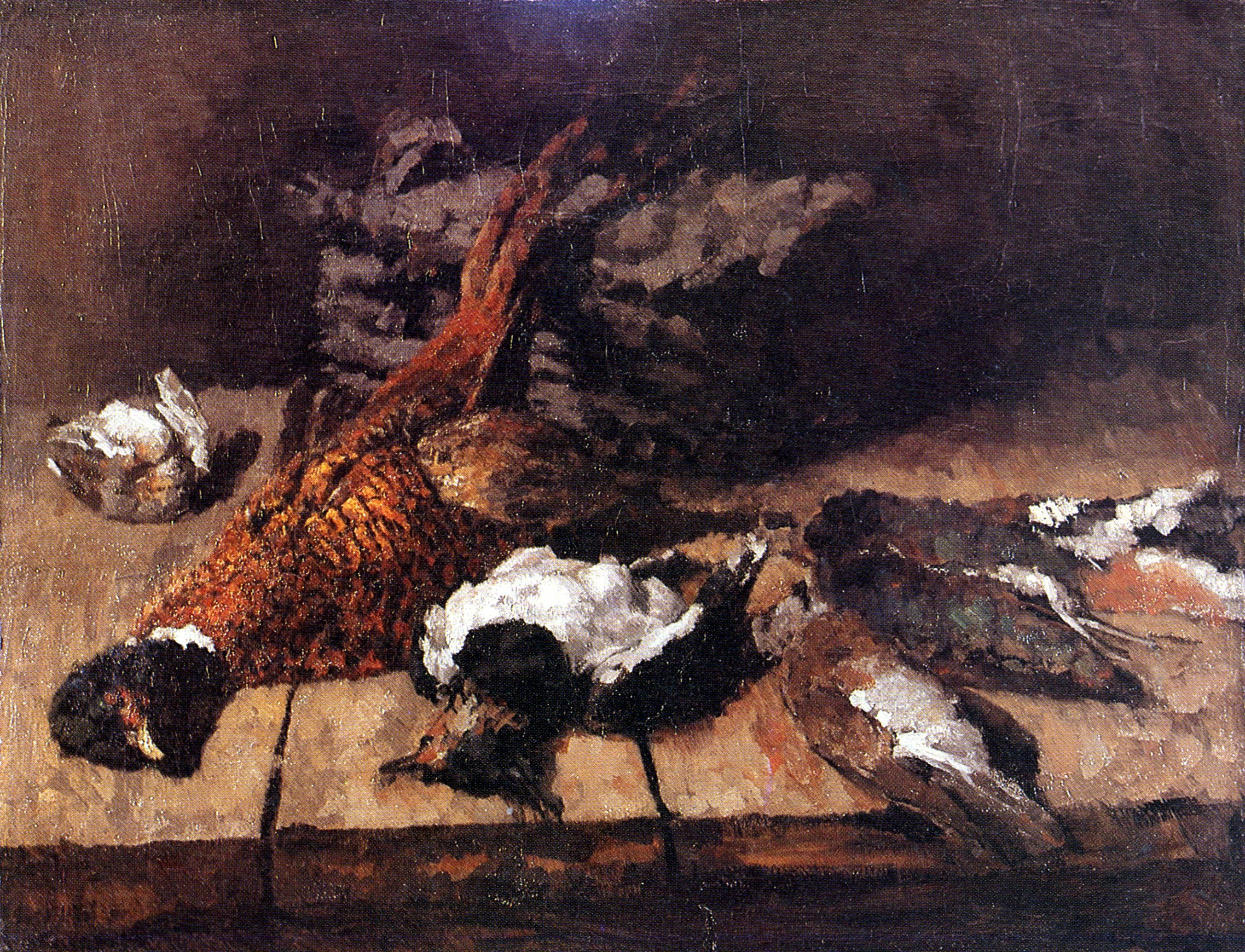
Nature morte aux faisans (1884-1888), Kunsthalle de Mannheim
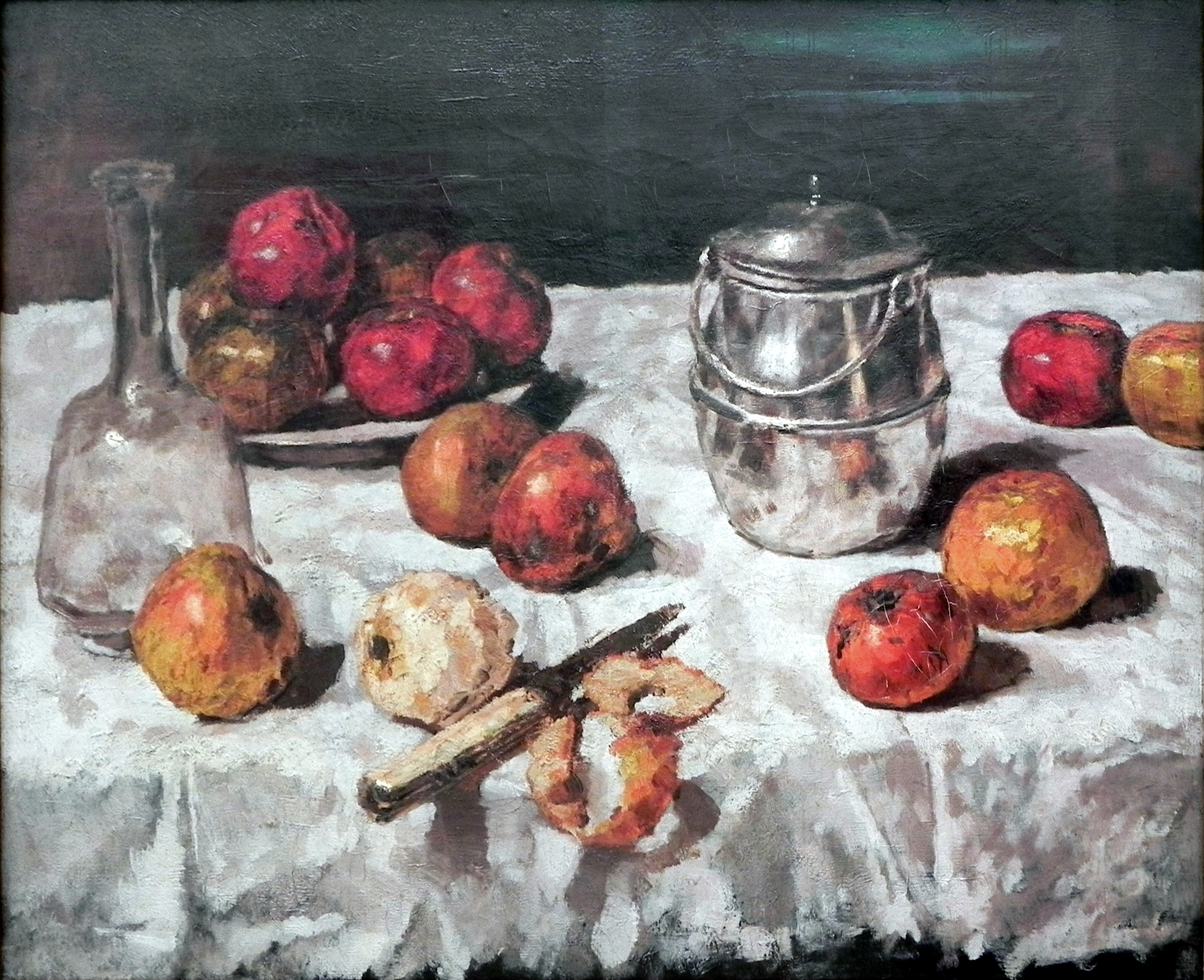
Nature morte aux pommes (1887), musée d'État de Basse-Saxe à Hanovre
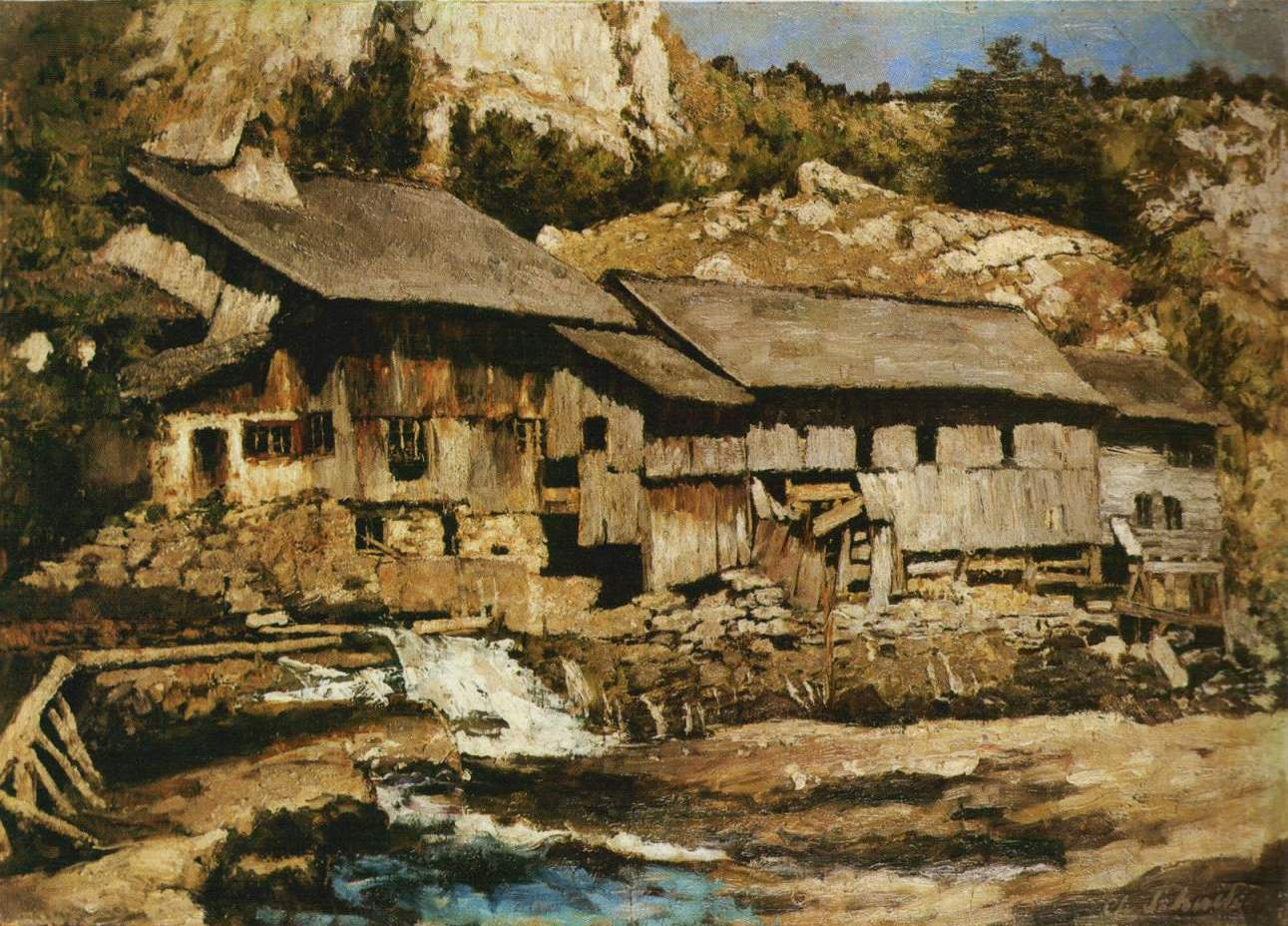
Moulins près du Saut du Doubs (1886) fondation de Poméranie
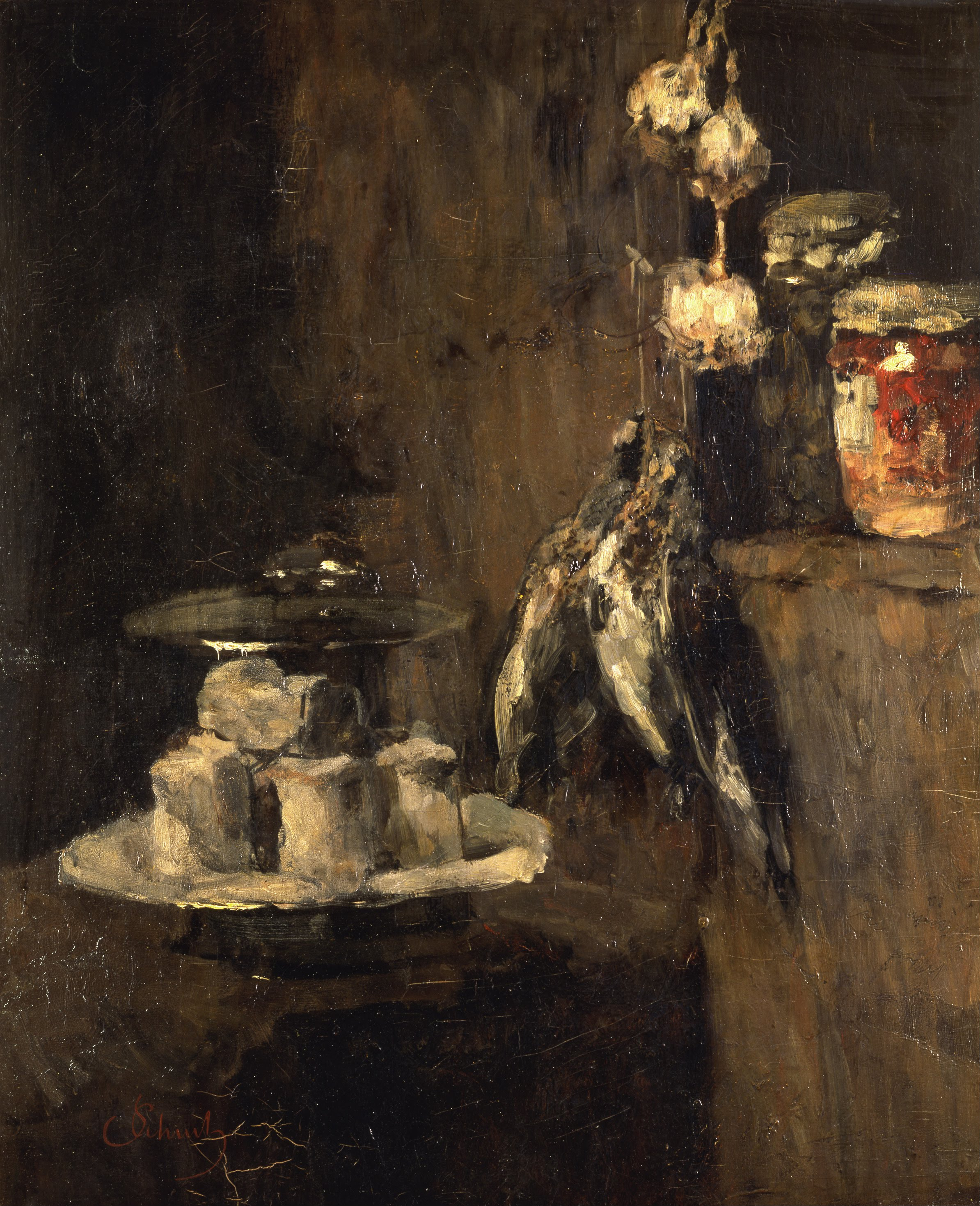
Nature morte aux perdrix et aux fromages
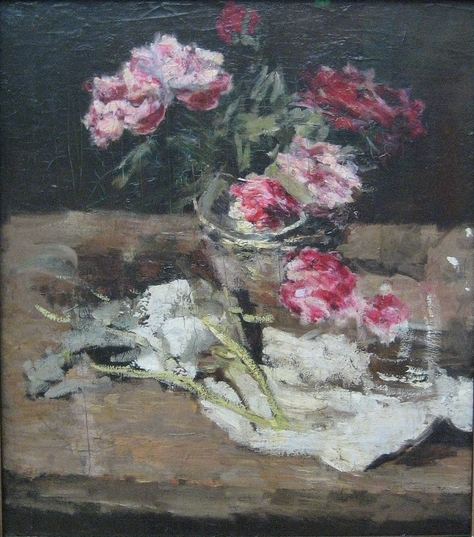
Pivoines (vers 1890), Nouvelle Pinacothèque de Munich